# Trachymene didiscoides
Trachymene didiscoides är en flockblommig växtart som först beskrevs av Ferdinand von Mueller, och fick sitt nu gällande namn av Brian Laurence Burtt. Trachymene didiscoides ingår i släktet Trachymene och familjen flockblommiga växter. Inga underarter finns listade i Catalogue of Life.